# Liste des maires des grandes villes françaises
Cette page dresse la liste des maires des grandes villes françaises, c'est-à-dire des villes comptant au moins 100 000 habitants.

## Liste des maires des grandes villes françaises
Liste des maires élus en 2020, 2014, 2008 et 2001 dans les grandes villes françaises :
|    | Commune                   | Département | Statut          | Nom (2020)                         | Sexe     | Parti (2020) | Parti (2020)                    | Positionnement parti (2020) | Nom (2014)               | Parti (2014) | Parti (2014) | Positionnement parti (2014) | Nom (2008)               | Parti (2008) | Parti (2008) | Positionnement parti (2008) | Nom (2001)              | Parti (2001) | Parti (2001) | Positionnement parti (2001) |
| -- | ------------------------- | ----------- | --------------- | ---------------------------------- | -------- | ------------ | ------------------------------- | --------------------------- | ------------------------ | ------------ | ------------ | --------------------------- | ------------------------ | ------------ | ------------ | --------------------------- | ----------------------- | ------------ | ------------ | --------------------------- |
| 1  | Paris                     | 75          | Préfecture      | Anne Hidalgo                       | F        |              | PS                              | Gauche                      | Anne Hidalgo             |              | PS           | Gauche                      | Bertrand Delanoë         |              | PS           | Gauche                      | Bertrand Delanoë        |              | PS           | Gauche                      |
| 2  | Marseille                 | 13          | Préfecture      | Michèle Rubirola puis Benoît Payan | F puis H |              | EELV puis PS                    | Gauche                      | Jean-Claude Gaudin       |              | UMP          | Droite                      | Jean-Claude Gaudin       |              | UMP          | Droite                      | Jean-Claude Gaudin      |              | UDF          | Centre                      |
| 3  | Lyon                      | 69          | Préfecture      | Grégory Doucet                     | H        |              | EELV                            | Gauche                      | Gérard Collomb           |              | PS           | Gauche                      | Gérard Collomb           |              | PS           | Gauche                      | Gérard Collomb          |              | PS           | Gauche                      |
| 4  | Toulouse                  | 31          | Préfecture      | Jean-Luc Moudenc                   | H        |              | LR puis DVD                     | Droite                      | Jean-Luc Moudenc         |              | UMP          | Droite                      | Pierre Cohen             |              | PS           | Gauche                      | Philippe Douste-Blazy   |              | UDF          | Centre                      |
| 5  | Nice                      | 06          | Préfecture      | Christian Estrosi                  | H        |              | LR-LFA puis Horizons-LFA        | Centre-droit                | Christian Estrosi        |              | UMP          | Droite                      | Christian Estrosi        |              | UMP          | Droite                      | Jacques Peyrat          |              | RPR          | Droite                      |
| 6  | Nantes                    | 44          | Préfecture      | Johanna Rolland                    | F        |              | PS                              | Gauche                      | Johanna Rolland          |              | PS           | Gauche                      | Jean-Marc Ayrault        |              | PS           | Gauche                      | Jean-Marc Ayrault       |              | PS           | Gauche                      |
| 7  | Montpellier               | 34          | Préfecture      | Michaël Delafosse                  | H        |              | PS                              | Gauche                      | Philippe Saurel          |              | DVG          | Gauche                      | Hélène Mandroux          |              | PS           | Gauche                      | Georges Frêche          |              | PS           | Gauche                      |
| 8  | Strasbourg                | 67          | Préfecture      | Jeanne Barseghian                  | F        |              | EELV                            | Gauche                      | Roland Ries              |              | PS           | Gauche                      | Roland Ries              |              | PS           | Gauche                      | Fabienne Keller         |              | UDF          | Centre                      |
| 9  | Bordeaux                  | 33          | Préfecture      | Pierre Hurmic                      | H        |              | EELV                            | Gauche                      | Alain Juppé              |              | UMP          | Droite                      | Alain Juppé              |              | UMP          | Droite                      | Alain Juppé             |              | RPR          | Droite                      |
| 10 | Lille                     | 59          | Préfecture      | Martine Aubry                      | F        |              | PS                              | Gauche                      | Martine Aubry            |              | PS           | Gauche                      | Martine Aubry            |              | PS           | Gauche                      | Martine Aubry           |              | PS           | Gauche                      |
| 11 | Rennes                    | 35          | Préfecture      | Nathalie Appéré                    | F        |              | PS                              | Gauche                      | Nathalie Appéré          |              | PS           | Gauche                      | Daniel Delaveau          |              | PS           | Gauche                      | Edmond Hervé            |              | PS           | Gauche                      |
| 12 | Reims                     | 51          | Sous-préfecture | Arnaud Robinet                     | H        |              | LR puis Horizons                | Centre-droit                | Arnaud Robinet           |              | UMP          | Droite                      | Adeline Hazan            |              | PS           | Gauche                      | Jean-Louis Schneiter    |              | UDF          | Centre                      |
| 13 | Saint-Étienne             | 42          | Préfecture      | Gaël Perdriau                      | H        |              | LR puis DVD                     | Droite                      | Gaël Perdriau            |              | UMP          | Droite                      | Maurice Vincent          |              | PS           | Gauche                      | Michel Thiollière       |              | UDF          | Centre                      |
| 14 | Toulon                    | 83          | Préfecture      | Hubert Falco                       | H        |              | LR-LFA puis Horizons-LFA        | Centre-droit                | Hubert Falco             |              | UMP          | Droite                      | Hubert Falco             |              | UMP          | Droite                      | Hubert Falco            |              | UDF          | Centre                      |
| 15 | Le Havre                  | 76          | Sous-préfecture | Édouard Philippe                   | H        |              | Horizons                        | Centre-droit                | Édouard Philippe         |              | UMP          | Droite                      | Antoine Rufenacht        |              | UMP          | Droite                      | Antoine Rufenacht       |              | RPR          | Droite                      |
| 16 | Grenoble                  | 38          | Préfecture      | Éric Piolle                        | H        |              | EELV                            | Gauche                      | Éric Piolle              |              | EELV         | Gauche                      | Michel Destot            |              | PS           | Gauche                      | Michel Destot           |              | PS           | Gauche                      |
| 17 | Dijon                     | 21          | Préfecture      | François Rebsamen                  | H        |              | PS puis Fédération progressiste | Centre-gauche               | François Rebsamen        |              | PS           | Gauche                      | François Rebsamen        |              | PS           | Gauche                      | François Rebsamen       |              | PS           | Gauche                      |
| 18 | Angers                    | 49          | Préfecture      | Christophe Béchu                   | H        |              | DVD puis Horizons               | Droite                      | Christophe Béchu         |              | UMP          | Droite                      | Jean-Claude Antonini     |              | PS           | Gauche                      | Jean-Claude Antonini    |              | PS           | Gauche                      |
| 19 | Nîmes                     | 30          | Préfecture      | Jean-Paul Fournier                 | H        |              | LR                              | Droite                      | Jean-Paul Fournier       |              | UMP          | Droite                      | Jean-Paul Fournier       |              | UMP          | Droite                      | Jean-Paul Fournier      |              | RPR          | Droite                      |
| 20 | Saint-Denis-de-la-Réunion | 974         | Préfecture      | Ericka Bareigts                    | F        |              | PS                              | Gauche                      | Gilbert Annette          |              | PS           | Gauche                      | Gilbert Annette          |              | PS           | Gauche                      | René-Paul Victoria      |              | RPR          | Droite                      |
| 21 | Villeurbanne              | 69          | --              | Cédric Van Styvendael              | H        |              | PS                              | Gauche                      | Jean-Paul Bret           |              | PS           | Gauche                      | Jean-Paul Bret           |              | PS           | Gauche                      | Jean-Paul Bret          |              | PS           | Gauche                      |
| 22 | Clermont-Ferrand          | 63          | Préfecture      | Olivier Bianchi                    | H        |              | PS                              | Gauche                      | Olivier Bianchi          |              | PS           | Gauche                      | Serge Godard             |              | PS           | Gauche                      | Serge Godard            |              | PS           | Gauche                      |
| 23 | Le Mans                   | 72          | Préfecture      | Stéphane Le Foll                   | H        |              | PS                              | Gauche                      | Jean-Claude Boulard      |              | PS           | Gauche                      | Jean-Claude Boulard      |              | PS           | Gauche                      | Jean-Claude Boulard     |              | PS           | Gauche                      |
| 24 | Aix-en-Provence           | 13          | Sous-préfecture | Maryse Joissains-Masini            | F        |              | LR                              | Droite                      | Maryse Joissains-Masini  |              | UMP          | Droite                      | Maryse Joissains-Masini  |              | UMP          | Droite                      | Maryse Joissains-Masini |              | RPR          | Droite                      |
| 25 | Brest                     | 29          | Sous-préfecture | François Cuillandre                | H        |              | PS                              | Gauche                      | François Cuillandre      |              | PS           | Gauche                      | François Cuillandre      |              | PS           | Gauche                      | François Cuillandre     |              | PS           | Gauche                      |
| 26 | Tours                     | 37          | Préfecture      | Emmanuel Denis                     | H        |              | EELV                            | Gauche                      | Serge Babary             |              | UMP          | Droite                      | Jean Germain             |              | PS           | Gauche                      | Jean Germain            |              | PS           | Gauche                      |
| 27 | Amiens                    | 80          | Préfecture      | Brigitte Fouré                     | F        |              | UDI                             | Centre                      | Brigitte Fouré           |              | UDI          | Centre                      | Gilles Demailly          |              | PS           | Gauche                      | Gilles de Robien        |              | UDF          | Centre                      |
| 28 | Limoges                   | 87          | Préfecture      | Émile Roger Lombertie              | H        |              | LR                              | Droite                      | Émile Roger Lombertie    |              | UMP          | Droite                      | Alain Rodet              |              | PS           | Gauche                      | Alain Rodet             |              | PS           | Gauche                      |
| 29 | Annecy                    | 74          | Préfecture      | François Astorg                    | H        |              | ÉCO                             | Gauche                      | Jean-Luc Rigaut          |              | UDI          | Centre                      | Jean-Luc Rigaut          |              | UDI          | Centre                      | Bernard Bosson          |              | UDF          | Centre                      |
| 30 | Perpignan                 | 66          | Préfecture      | Louis Aliot                        | H        |              | RN                              | Extrême droite              | Jean-Marc Pujol          |              | UMP          | Droite                      | Jean-Paul Alduy          |              | UMP          | Droite                      | Jean-Paul Alduy         |              | UDF          | Centre                      |
| 31 | Boulogne-Billancourt      | 92          | Sous-préfecture | Pierre-Christophe Baguet           | H        |              | LR                              | Droite                      | Pierre-Christophe Baguet |              | UMP          | Droite                      | Pierre-Christophe Baguet |              | UMP          | Droite                      | Jean-Pierre Fourcade    |              | UDF          | Centre                      |
| 32 | Orléans                   | 45          | Préfecture      | Serge Grouard                      | H        |              | LR                              | Droite                      | Serge Grouard            |              | UMP          | Droite                      | Serge Grouard            |              | UMP          | Droite                      | Serge Grouard           |              | RPR          | Droite                      |
| 33 | Metz                      | 57          | Préfecture      | François Grosdidier                | H        |              | LR                              | Droite                      | Dominique Gros           |              | PS           | Gauche                      | Dominique Gros           |              | PS           | Gauche                      | Jean-Marie Rausch       |              | DVD          | Droite                      |
| 34 | Besançon                  | 25          | Préfecture      | Anne Vignot                        | F        |              | EELV                            | Gauche                      | Jean-Louis Fousseret     |              | PS           | Gauche                      | Jean-Louis Fousseret     |              | PS           | Gauche                      | Jean-Louis Fousseret    |              | PS           | Gauche                      |
| 35 | Saint-Denis               | 93          | Sous-préfecture | Mathieu Hanotin                    | H        |              | PS                              | Gauche                      | Didier Paillard          |              | PCF          | Gauche                      | Didier Paillard          |              | PCF          | Gauche                      | Patrick Braouezec       |              | PCF          | Gauche                      |
| 36 | Argenteuil                | 95          | Sous-préfecture | Georges Mothron                    | H        |              | LR                              | Droite                      | Georges Mothron          |              | UMP          | Droite                      | Philippe Doucet          |              | PS           | Gauche                      | Georges Mothron         |              | RPR          | Droite                      |
| 37 | Rouen                     | 76          | Préfecture      | Nicolas Mayer-Rossignol            | H        |              | PS                              | Gauche                      | Yvon Robert              |              | PS           | Gauche                      | Valérie Fourneyron       |              | PS           | Gauche                      | Pierre Albertini        |              | UDF          | Centre                      |
| 38 | Montreuil                 | 93          | --              | Patrice Bessac                     | H        |              | PCF                             | extrême gauche              | Patrice Bessac           |              | PCF          | Gauche                      | Dominique Voynet         |              | LV           | Gauche                      | Jean-Pierre Brard       |              | CAP          | Gauche                      |
| 39 | Mulhouse                  | 68          | Sous-préfecture | Michèle Lutz                       | F        |              | LR                              | Droite                      | Jean Rottner             |              | UMP          | Droite                      | Jean-Marie Bockel        |              | LGM          | Gauche                      | Jean-Marie Bockel       |              | PS           | Gauche                      |
| 40 | Caen                      | 14          | Préfecture      | Joël Bruneau                       | H        |              | LR                              | Droite                      | Joël Bruneau             |              | UMP          | Droite                      | Philippe Duron           |              | PS           | Gauche                      | Brigitte Le Brethon     |              | RPR          | Droite                      |
| 41 | Saint-Paul                | 974         | Sous-préfecture | Huguette Bello                     | F        |              | PLR                             | Gauche                      | Joseph Sinimalé          |              | UMP          | Droite                      | Huguette Bello           |              | PCR          | Gauche                      | Alain Bénard            |              | RPR          | Droite                      |
| 42 | Nancy                     | 54          | Préfecture      | Mathieu Klein                      | H        |              | PS                              | Gauche                      | Laurent Hénart           |              | PR           | Centre                      | André Rossinot           |              | PR           | Centre                      | André Rossinot          |              | PR           | Centre                      |
| 43 | Tourcoing                 | 59          | --              | Gérald Darmanin                    | H        |              | LREM                            | Centre                      | Gérald Darmanin          |              | LR           | Droite                      | Michel-François Delannoy |              | PS           | Gauche                      | Jean-Pierre Balduyck    |              | PS           | Gauche                      |

## Répartition des maires des grandes villes françaises

### Répartition par famille et parti politique (2021)
| Liste des partis politiques | Liste des partis politiques | Liste des partis politiques | Nombre de maires (en 2021) | Évolution 2014-2020 |
| --------------------------- | --------------------------- | --------------------------- | -------------------------- | ------------------- |
| Gauche                      |                             | EÉLV                        | 6                          | 5                   |
| Gauche                      |                             | ÉCO                         | 1                          | 1                   |
| Gauche                      |                             | LFI                         | 0                          | en stagnation       |
| Gauche                      |                             | PCF                         | 1                          | 1                   |
| Gauche                      |                             | PLR                         | 1                          | 1                   |
| Gauche                      |                             | DVG                         | 0                          | 1                   |
| Gauche                      |                             | PS                          | 15                         | en stagnation       |
| Gauche                      | Total gauche                | Total gauche                | 24 5                       | 24 5                |
| Centre                      |                             | LREM                        | 1                          | en stagnation       |
| Centre                      |                             | DVC                         | 1                          | 1                   |
| Centre                      |                             | UDI                         | 1                          | en stagnation       |
| Centre                      |                             | PR                          | 0                          | 1                   |
| Centre                      | Total centre                | Total centre                | 3                          | 3                   |
| Droite                      |                             | DVD                         | 1                          | en stagnation       |
| Droite                      |                             | LR                          | 14                         | 6                   |
| Droite                      |                             | DLF                         | 0                          | en stagnation       |
| Droite                      | Total droite                | Total droite                | 15 6                       | 15 6                |
| Extrême-droite              |                             | RN                          | 1                          | 1                   |
| Extrême-droite              |                             | REC                         | 0                          | en stagnation       |
| Extrême-droite              | Total extrême-droite        | Total extrême-droite        | 1                          | 1                   |

### Répartition par sexe (2021)
| Sexe   | Nombre de maires | Évolution 2014-2020 |
| ------ | ---------------- | ------------------- |
| Hommes | 31               | 6                   |
| Femmes | 12               | 6                   |

Entre 2014 et 2020, le nombre de femmes maires de grandes villes est passé de 6 à 12, et a donc été multiplié par deux en 6 ans. En 2021, on dénombre ainsi douze femmes maires de grandes villes, soit environ 29 % (contre environ 14 % de femmes en 2014).